# Tiffany Villareal (álbum)
Tiffany Villareal es el álbum de debut de la cantante Tiffany Villareal, que lleva su nombre, lanzado el 16 de agosto de 2005, bajo Universal Records, el álbum cuenta con 12 canciones, y un sencillo que es "You, Yourself & You".

## Lista de canciones
1. Intro 
 
2. Fire  

3. Rewind the Time  

4. You, Yourself & You 
 
5. Erotic (Interlude)  

6. Erotic  

7. Go to Work  

8. Haller at Me  

9. For My Girls  

10. Better Woman 
 
11. Us  

12. Set You Free  

Canciones de Bonus 

13. Silent Gun (featuring Sheek)

14. Nine Months 

- Datos: Q6146796